# Eugène Motte (homme politique, 1910-1983)
Pour les articles homonymes, voir Eugène Motte et Motte.
Pour les autres membres de la famille, voir Famille Motte.
Eugène Motte (né le 26 mai 1910 à Roubaix et décédé le 18 avril 1983 dans le 13e arrondissement de Paris), est un industriel et homme politique français, sénateur de l'Union pour la nouvelle République du Nord de 1959 à 1965.

## Biographie
Petit-fils de l'industriel Eugène Motte (1860-1932), Eugène Motte appartient à une grande dynastie bourgeoise très engagée dans la vie politique et économique locale et nationale. Après le baccalauréat, il ne poursuit pas ses études et préfère participer à la gestion des affaires familiales. Il fréquente dans les années 1930 l'Union républicaine démocratique qui représente les Modérés dans le Nord. Affecté dans le Train des équipages en 1939 au grade de maréchal des logis, il est fait prisonnier à Rennes et s'évade. Il est démobilisé en décembre 1940 à Nice.
Après la guerre, il rejoint le Rassemblement du peuple français (RPF) dont il est l'un des soutiens financiers. Membre du conseil départemental du RPF, il en devient conseiller national de 1951 à 1953, et préside la commission générale d'études de la production industrielle et commerciale, tout en siégeant au conseil d'administration de l'hebdomadaire régional Rassemblement du Nord de la France. Membre de la chambre de commerce de Roubaix, du bureau du syndicat des peigneurs de laine, administrateur du syndicat patronal textile de Roubaix-Tourcoing, président d'honneur de la société mutualiste Nadaud, il croise les réseaux d'influence et les positions de pouvoir.
Élu conseiller municipal de Roubaix à partir d'avril 1953, il reste fidèle au gaullisme en rejoignant les Républicains sociaux. Il est membre du comité directeur de ce petit parti durant la « traversée du désert » du général de Gaulle. Il se présente aux élections sénatoriales du 26 avril 1959 sur une liste d'Union républicaine et est élu sénateur du Nord. 
Un de ses frères, Bertrand Motte, est de 1958 à 1962 député du Centre national des indépendants et paysans de Roubaix.
Sur un plan familial, il épouse Maud Lefebvre, fille de l'industriel Edmond-Henri Lefebvre et de Madeleine-Pauline Prouvost. Son fils ainé Eugène Motte se suicide sans laisser de descendance à la fin des années soixante ; en 1976, il aura un petit-fils du même nom.
À partir de 1965, Eugène Motte se consacre à ses activités industrielles dans sa région d'origine jusqu'à sa mort.